# 弗雷德·麦克奈尔
弗雷德·麦克奈尔（英語：Fred McNair，1950年7月22日—），美国男子网球运动员。他曾获得法国网球公开赛男子双打冠军。他也曾在1970年夏季世界大学生运动会上获得男子双打铜牌。